# Bia đá Samjeondo
Bia Samjeondo (Hangul: 삼전도비, Hanja: 三田渡碑, phiên âm Hán Việt: Tam Điền Độ bi) là một di tích lịch sử tại Seoul, Hàn Quốc. Đây là một tấm bia đá đánh dấu sự kiện vương triều Joseon thần phục đế quốc Mãn Thanh vào năm 1636, sau Cuộc xâm lược Triều Tiên lần thứ hai của Mãn Châu. Nguyên tên gốc của tấm bia này là Daecheong Hwangje Gongdeok Bi (大淸皇帝功德碑, Đại Thanh Hoàng đế công đức bi), do hoàng đế Mãn Thanh là Hoàng Thái Cực cho lập nên, ban đầu tại Samjeondo, gần điểm giao cắt Sambatnaru của sông Hán, trước khi được di dời đến vị trí như ngày nay. Hiện tại, địa điểm này được chính phủ Hàn Quốc chỉ định là Địa điểm lịch sử thứ 101 của Hàn Quốc, với tên gọi Samjeondo Cheongtaejong Gongdeokbi (Hanja]]: 三田渡淸太宗功德碑, Hangul: 삼전도청태종공덕비, phiên âm Hán Việt: Tam Điền Độ Thanh Thái tông Công đức Bi). Đối với người Hàn Quốc, đây là là một tấm "bia sỉ nhục", đánh dấu một sự kiện nhục nhã trong lịch sử của họ.

## Bối cảnh
Sau cuộc bao vây Namhansanseong, vua Triều Tiên Nhân Tổ đã phải đầu hàng và buộc phải chấp nhận vị thế chư hầu cho đế quốc Mãn Thanh vào năm 1636. Năm sau, Hoàng đế Mãn Thanh là Hoàng Thái Cực đã ra lệnh cho vua Nhân Tổ dựng tấm bia đá"để ghi nhận công đức của Hoàng đế Đại Thanh". Năm 1639, tấm bia được dựng lên tại Samjeondo, nơi lễ đầu hàng đã được tiến hành. Chữ khắc được viết bằng tiếng Mãn và tiếng Mông Cổ ở mặt trước và chữ Hanja ở mặt sau; chúng có nội dung gần như giống hệt nhau. Phiên bản Hanja được soạn bởi Yi Gyeongseok (李景奭), và phần còn lại dường như đã được dịch từ nó.
Địa điểm Samjeondo (三田渡, Tam Điền Độ, có nghĩa là"băng qua ba cánh đồng"), nằm gần Sambatnaru, một điểm giao cắt chính của sông Hán vào đầu thời Joseon. Con đường Sambatnaru là con đường ngắn nhất đến thành trì của Gwangju và các tỉnh phía Nam. Đây cũng là nơi thường được sử dụng nhất để viếng thăm lăng mộ của vua Triều Tiên Thái Tông dưới chân núi Daemosan.

## Mốc thời gian
Do những va chạm với tình cảm dân tộc của người Triều Tiên, tấm bia đã có vài lần bị chôn vùi và sau đó được dựng lại nhiều lần từ năm 1639 cho đến ngày nay.
- 1895. Tấm bia đã bị chôn vùi do kết quả của Hiệp ước Shimonoseki, kết thúc Chiến tranh Trung-Nhật đầu tiên (1894-1895).
- 1913. Tấm bia được dựng lại.
- ????. Tấm bia lại bị lấp sau năm 1945. Trong nhiệm kỳ tổng thống của Lý Thừa Vãn, từng có lệnh phá hủy tấm bia, nhưng Bộ Văn hóa đã chôn nó.[2]
- 1957. Chính phủ Hàn Quốc chỉ định địa điểm này là Địa điểm lịch sử số 101 (01/02/1957).[3]
- 1963. Tấm bia lại phát lộ do lũ sông.
- 1983. Tấm bia được đặt trong một công viên, tại vị trí 37,503351 N, 127.107083 E,[4][5] tức là ở Seokchon-dong, Songpa-gu, Seoul, Hàn Quốc
- 2010. Tấm bia được di dời đến vị trí 37.510407 N, 127.101635 E.[6][7]

## Tên
- Trong tiếng Mãn: Daicing gurun-i Enduringge Han-i gung erdemui bei ()
- trong tiếng Mông Cổ: Dayičing ulus-un Boγda Qaγan-u erdem bilig-i daγurisγaγsan bei ()
- trong Hanja: Daecheong Hwangje Gongdeok Bi (大淸皇帝功德碑)

## Hình ảnh

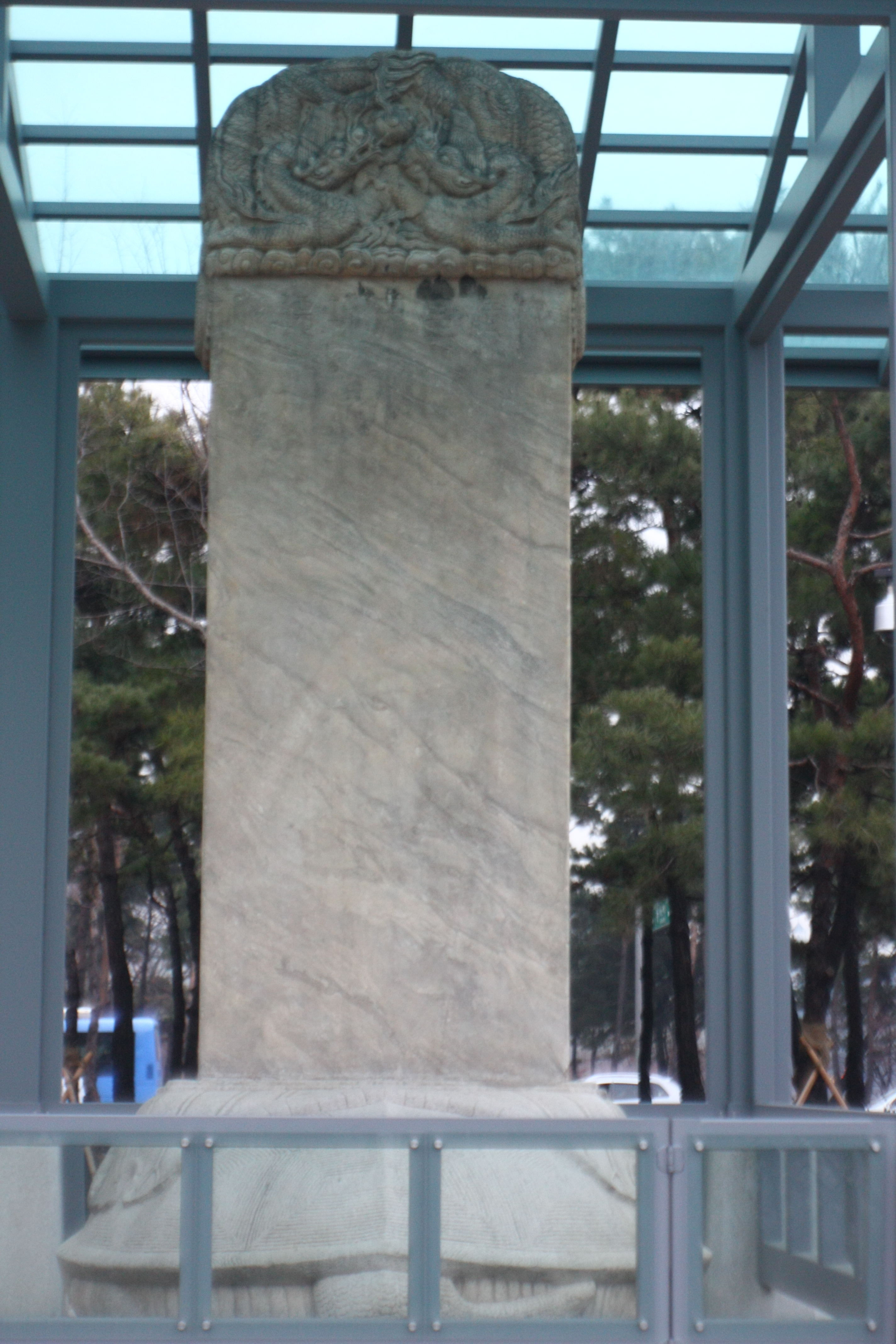
Vị trí mới, phục dựng
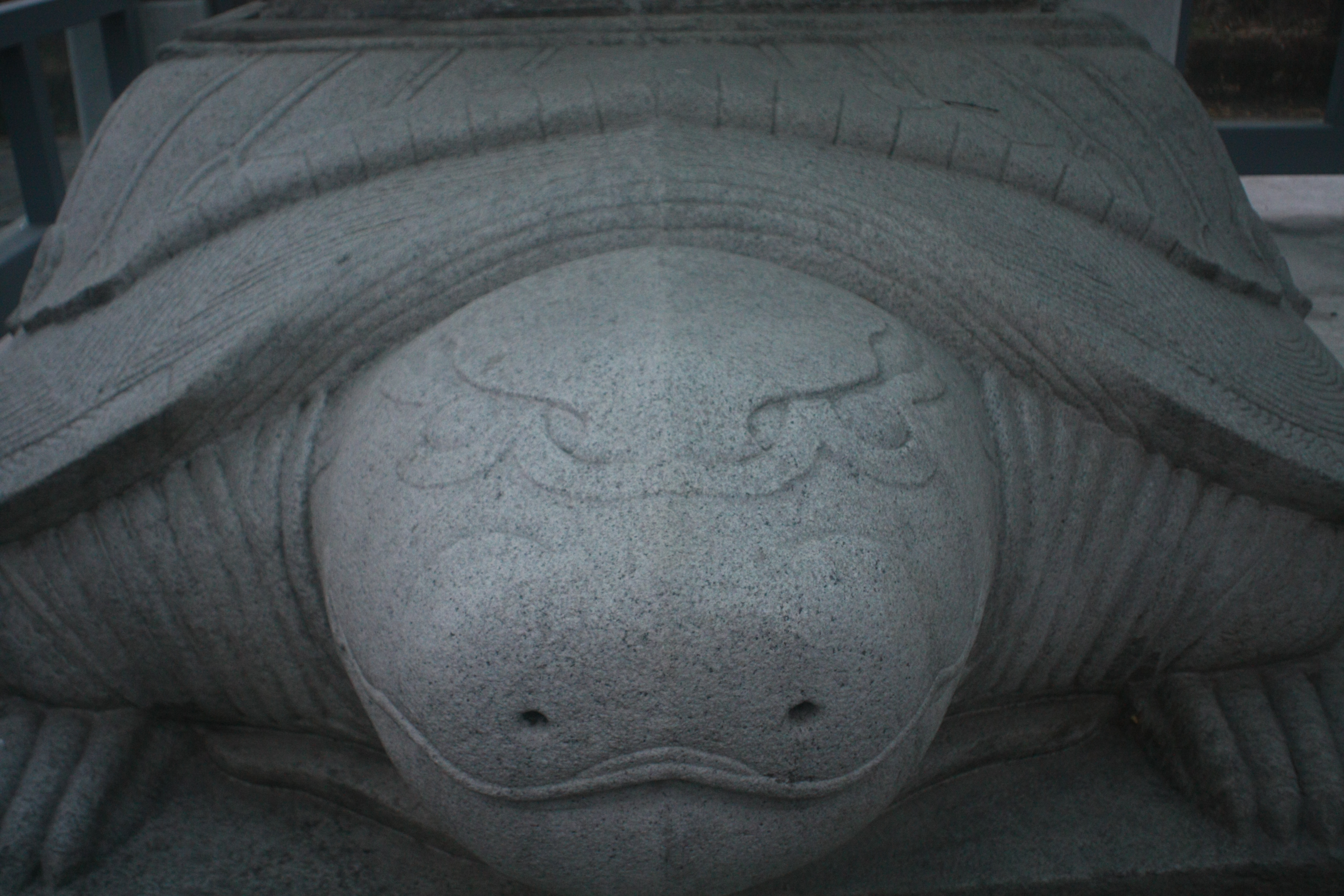
Rùa đá
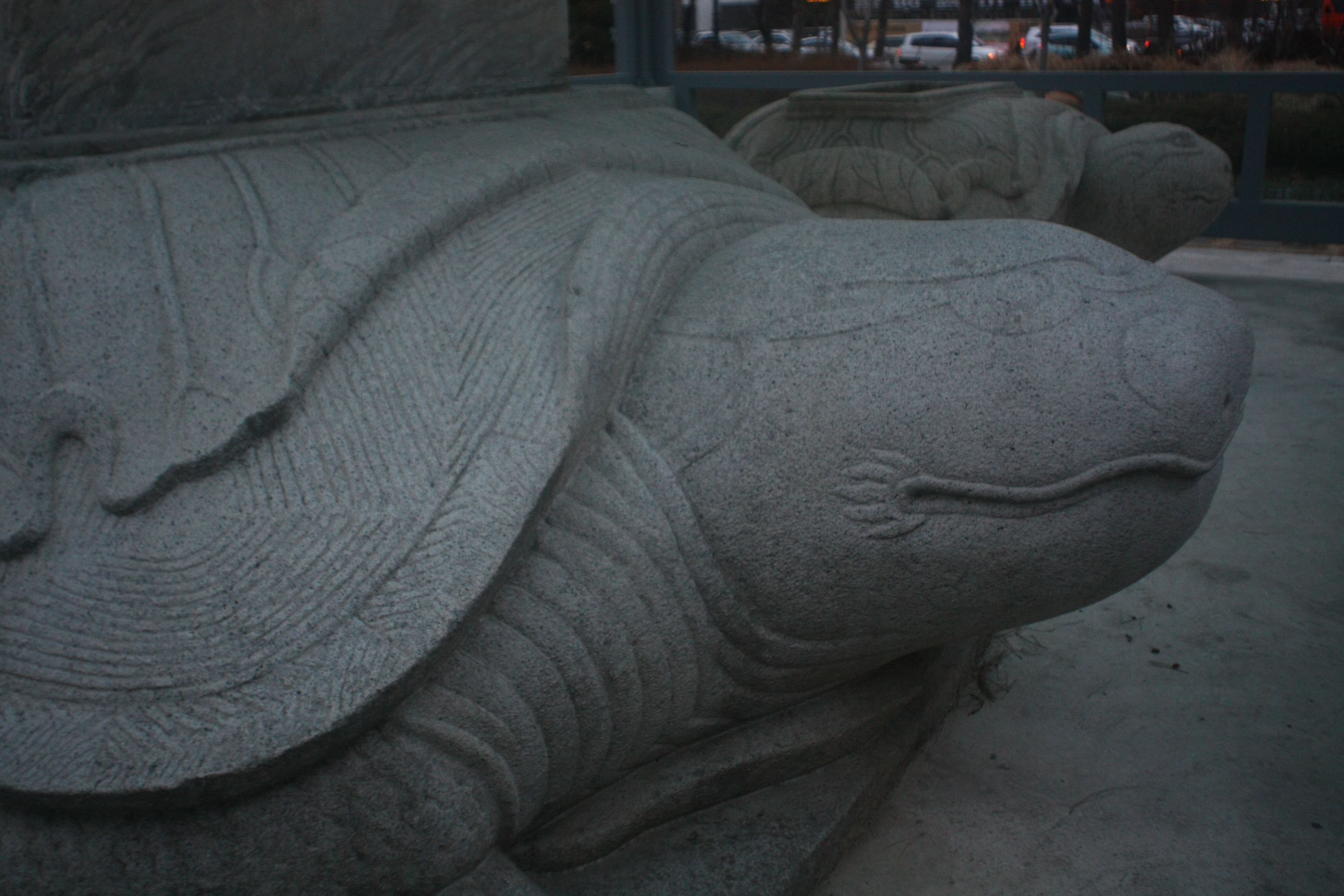
Rùa đá
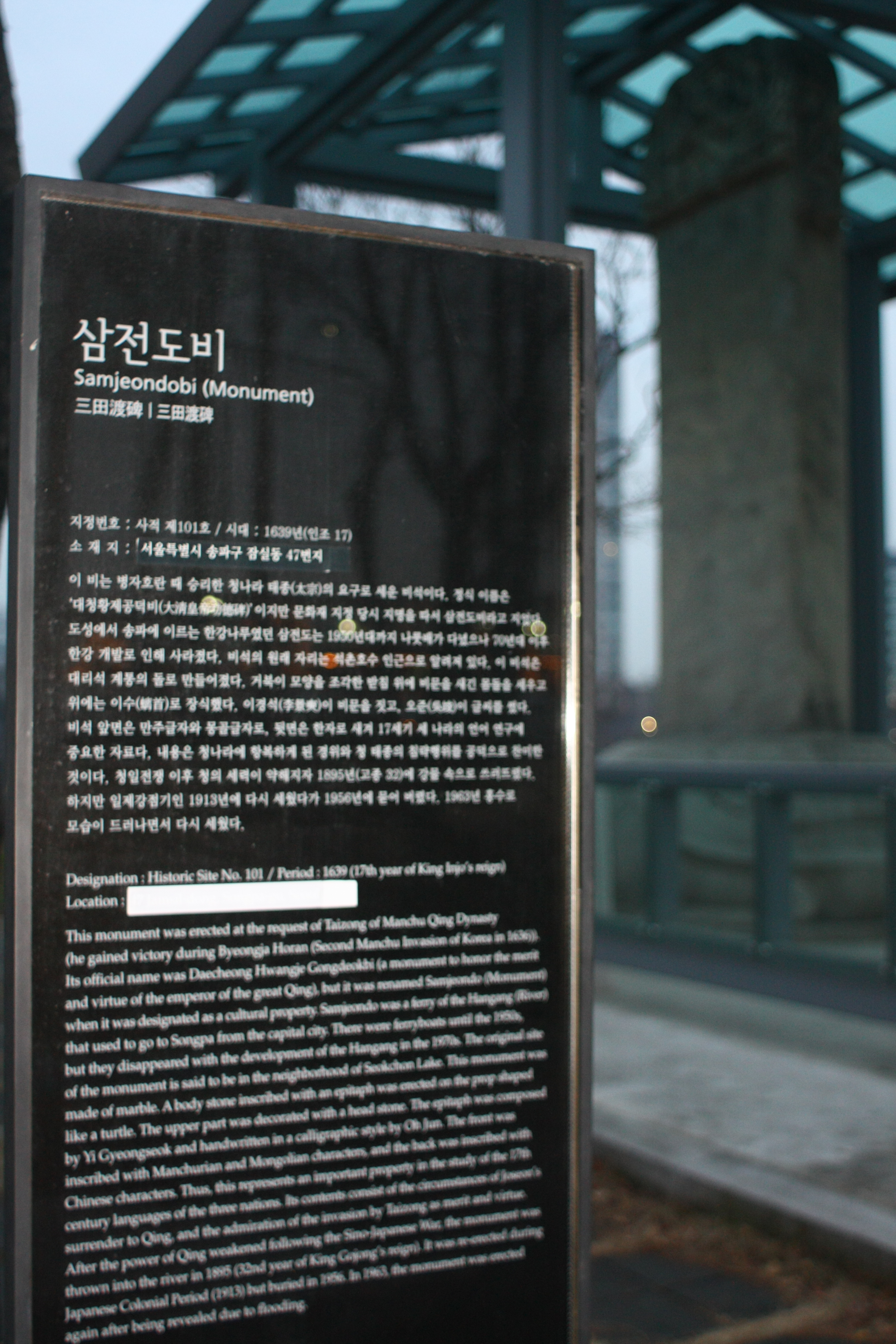
Bảng chú thích bối cảnh lịch sử
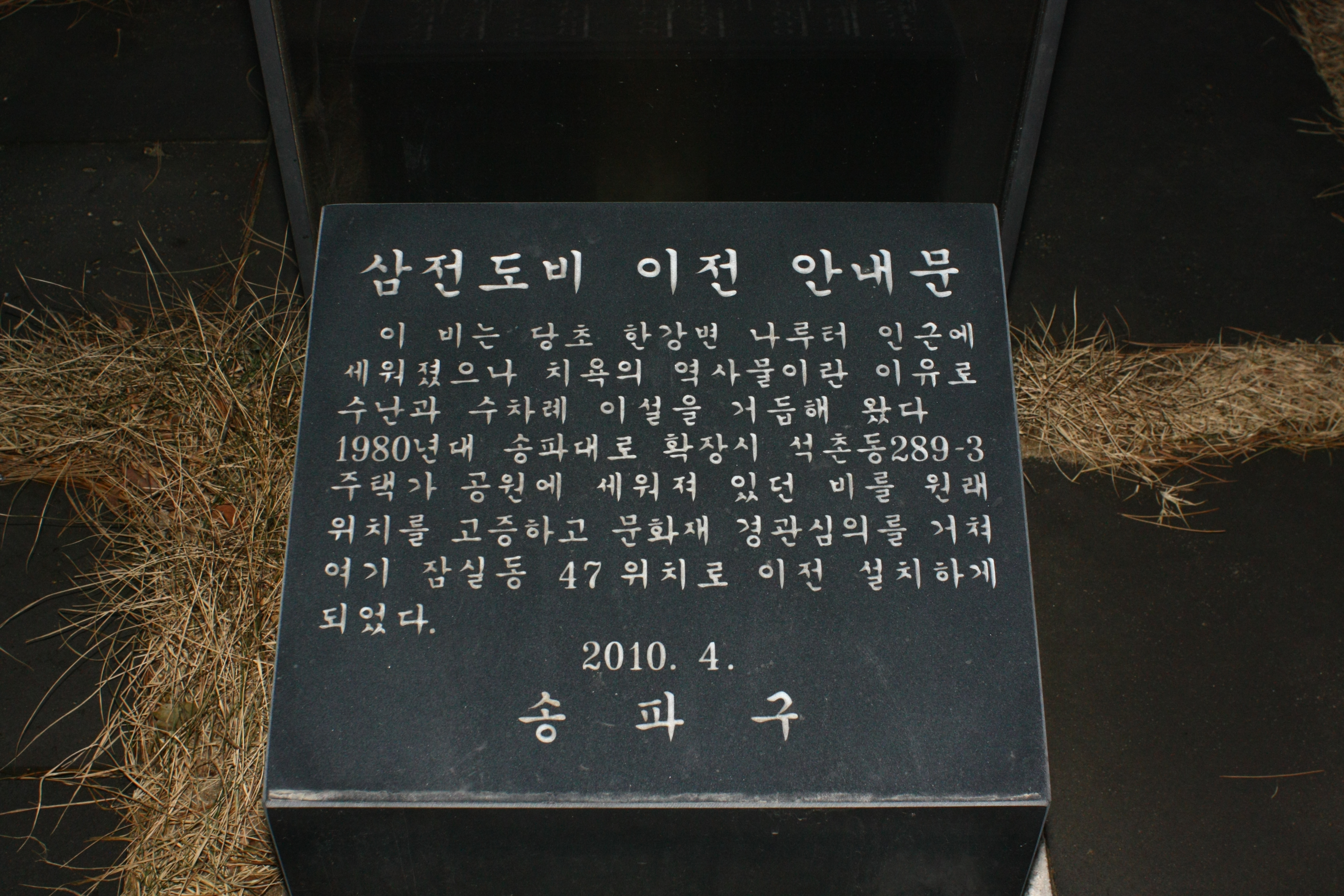
Bảng ghi chú liên quan đến chi tiết di dời tấm bia

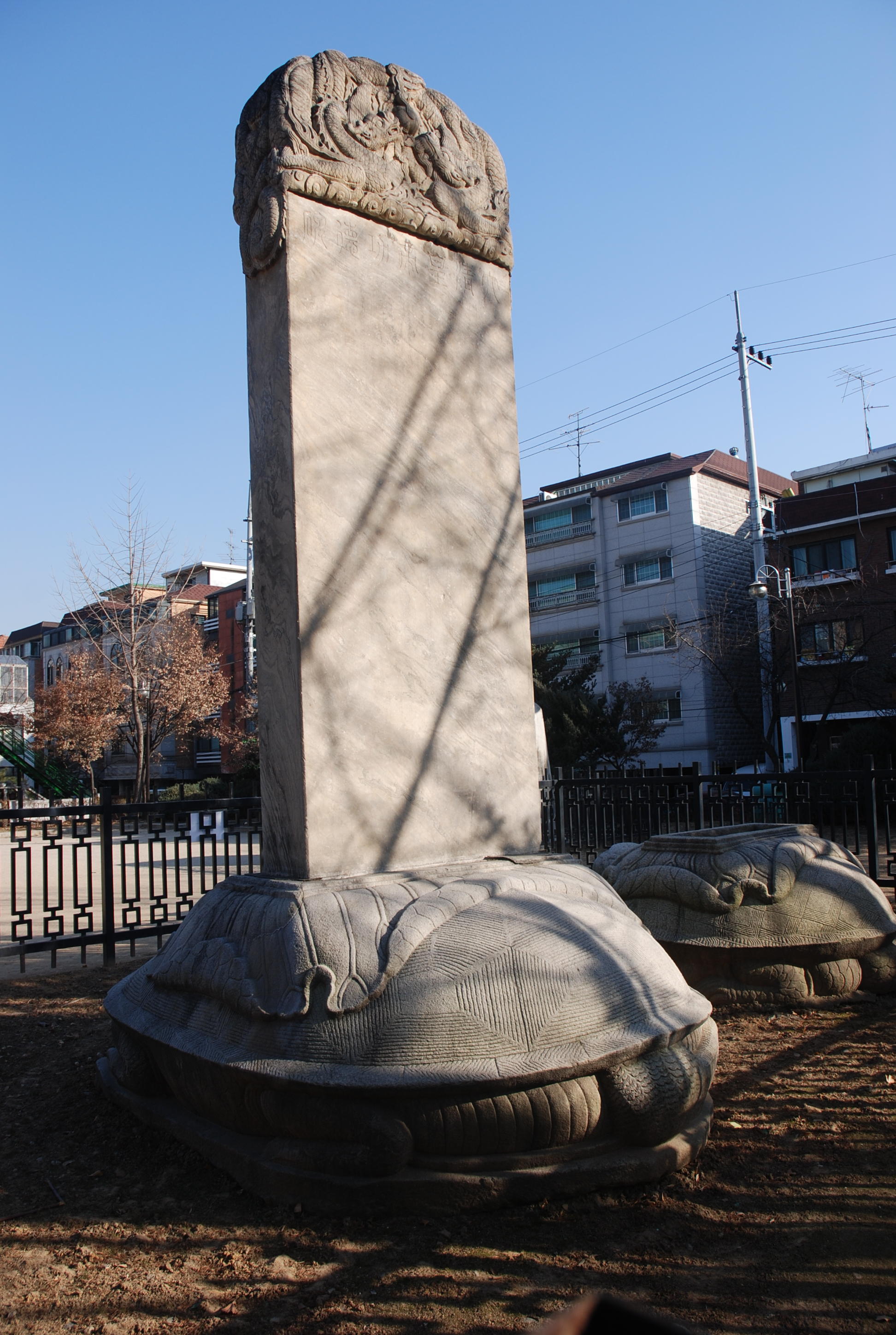
Tấm bia ở vị trí trước đó của nó
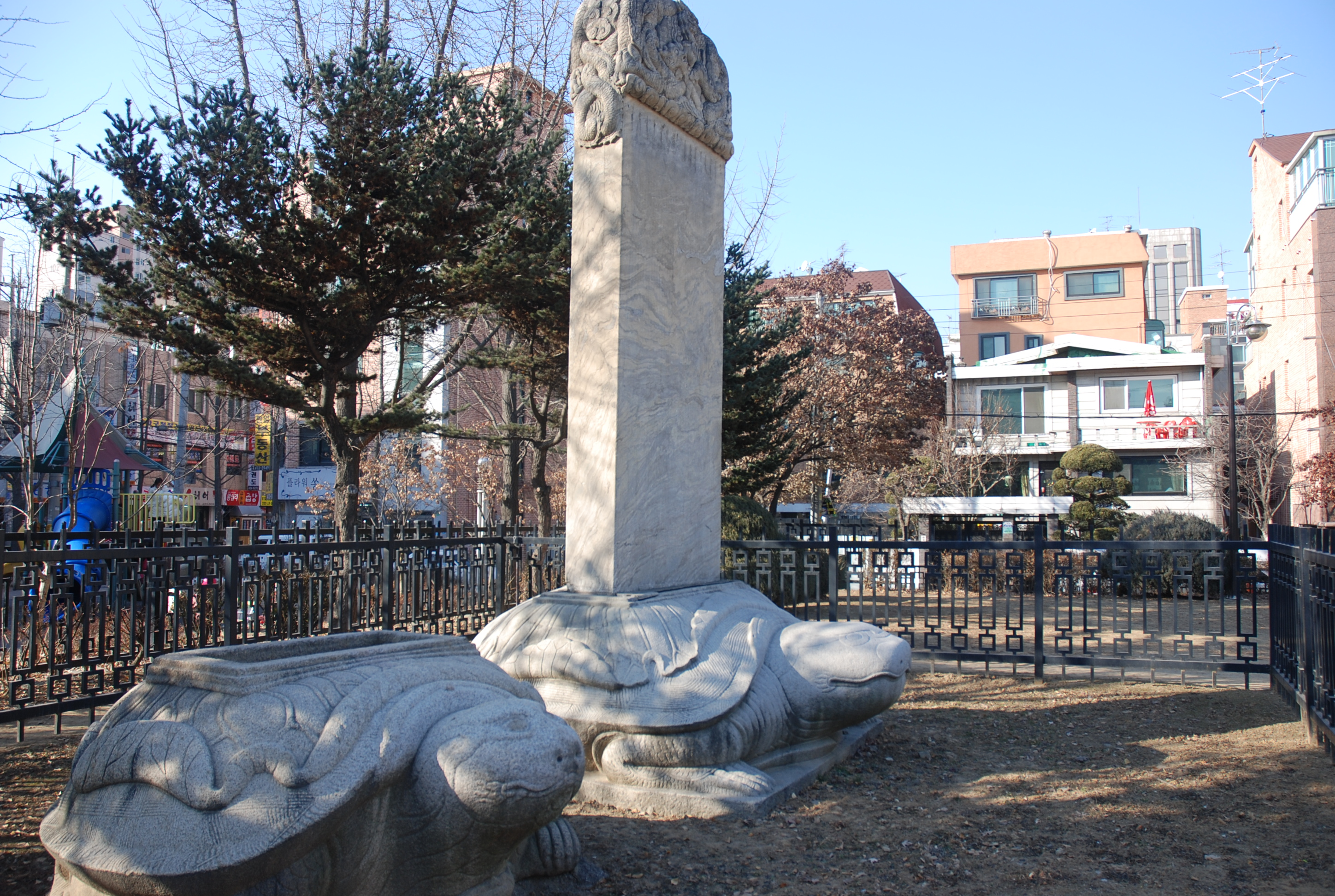
Hai con rùa
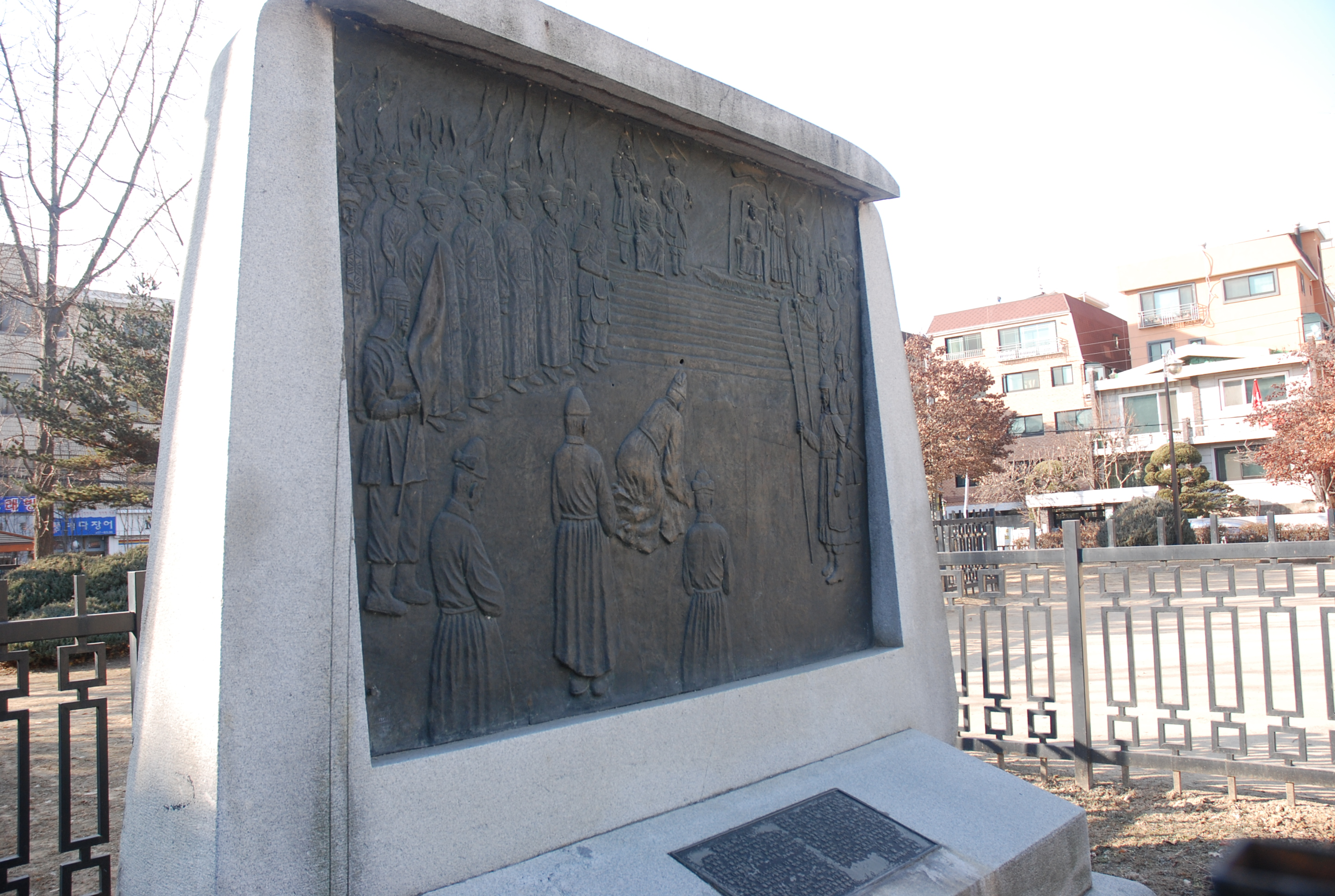
Phù điêu mô tả sự quy phục của vua Injo, được dựng lên vào năm 1983, sau đó bị phá hủy.
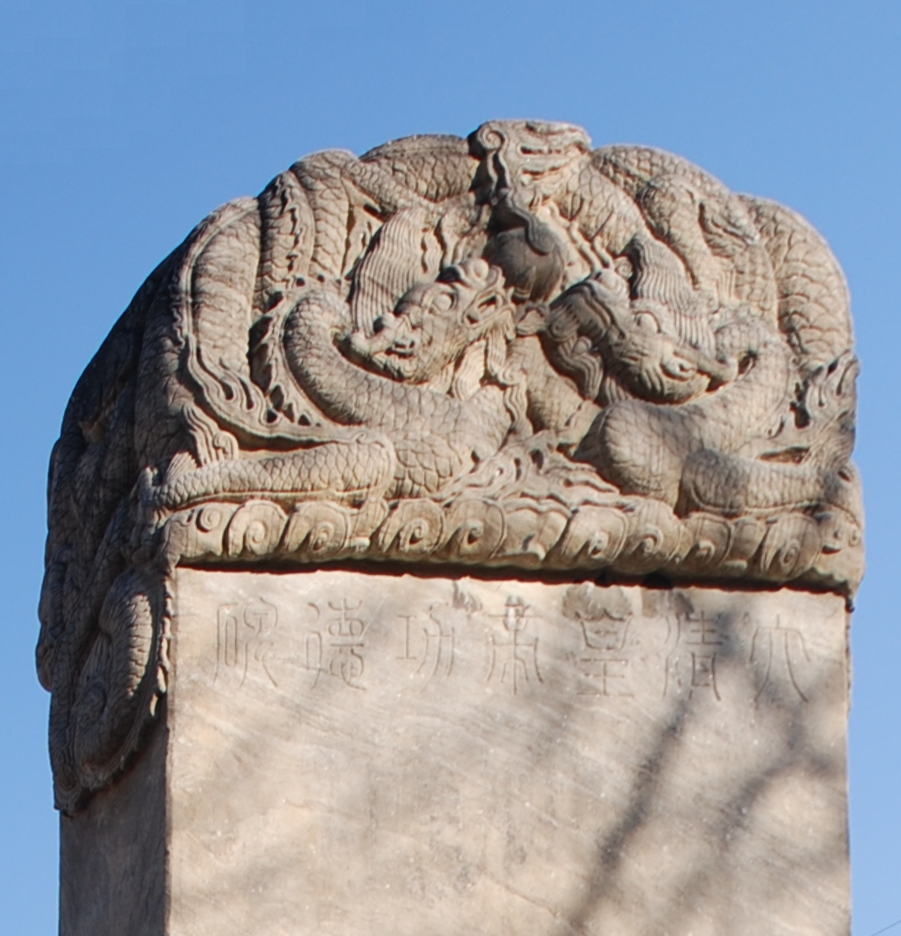
Một số họa tiết điêu khắc trên của tấm bia
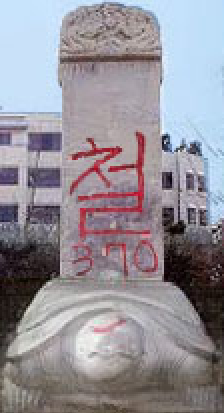
Tấm bia bị phá hoại năm 2007
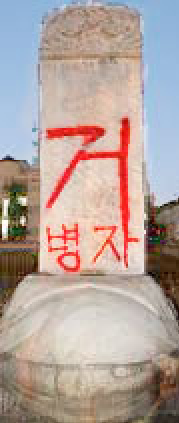
Tấm bia bị phá hoại năm 2007 (mặt sau)